# لبخاتة لفاكة (لبخاتة)
لبخاتة لفاكة هي إحدى مشيخات المملكة المغربية، تتبع جغرافيا لإقليم جرادة وإداريًا للبخاتة. يقدر عدد سكانها بـ 1078 نسمة حسب الإحصاء الرسمي للسكان والسكنى لسنة 2004.